# Fragneto Monforte

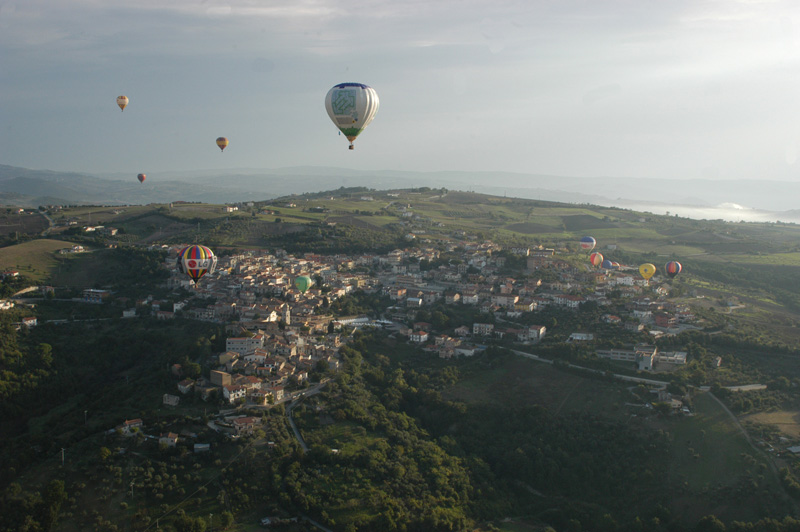
Fragneto Monforte

Fragneto Monforte ist eine Gemeinde in Italien in der Region Kampanien in der Provinz Benevento mit 1658 Einwohnern (Stand 31. Dezember 2023).

## Geographie

Lage von Fragneto Monforte

Die Gemeinde grenzt nördlich an der Provinzhauptstadt Benevento. Die Nachbargemeinden sind Benevento, Campolattaro, Casalduni, Fragneto l’Abate, Pesco Sannita, Ponte, Pontelandolfo und Torrecuso. Die Ortsteile lauten Monterone, Rapinella und Fiume.

## Wirtschaft
Die Gemeinde lebt hauptsächlich von der Landwirtschaft mit Produkten wie Getreide, Öl, Wein und Obst.

## Städtepartnerschaften
- Santo Stefano di Rogliano – Italien

## Infrastruktur

### Straße
- Staatsstraße Benevento-Termoli

### Bahn
- Bahnstrecke Benevento–Campobasso

### Flug
- Flughafen Neapel